# Château-Vieux de Mercury
Pour les articles homonymes, voir Château-Vieux et Château de Châteauvieux.
Le château de Château-Vieux, parfois Châteauvieux, est une fortification construite au XIe siècle dont il ne reste que des vestiges, possession de la famille de Chevron Villette, qui se dresse sur la commune de Mercury dans le département de la Savoie en région Auvergne-Rhône-Alpes.
Il est abandonné au XIVe siècle, au profit du château des seigneurs de Chevron Villette au centre de Mercury. Propriété privée, le site peut être visité uniquement lors des journées du patrimoine.

## Situation
Château-Vieux se trouve dans le département de la Savoie en Auvergne Rhône-Alpes, dans la commune de Mercury. Il surplombe la combe de Savoie, drainée par l'Isère et du Chiriac.
L'emplacement se trouve entre les hameaux du Villard et de Chevronnet, près du lieu-dit des Granges, à gauche de la RD 63.
Il s'agit d'un château de défense situé sur le haut d'une colline, comme les châteaux voisins de Montmayeur, Cornillon, Tournon ou encore Conflans.

## Toponymie
Le toponyme Château-Vieux désigne un ancien château.
L'abbé Garin rappelait, dans une communication lors du Congrès des sociétés savantes savoisiennes de 1883, que « D'après les étymologistes le nom de Chevron vient de Caproe ou Capridunum, colline de la Chèvre, parce que l'antique château fort, appelé aujourd'hui Château-Vieux, était bâti au sommet d'un charmant monticule entouré de broussailles et d'arbrisseaux très convenables pour le pâturage des chèvres, capreoe. » Cette origine est celle retenue par Adolphe Gros. Le site est mentionné au XIIe siècle, on trouve ainsi les formes Cabridunum, en 1132, et Baronnia Chabriduni, en 1149,. Le Castrum de Chivrone apparait en 1216,. Il prend le nom de Château-Vieux avec le transfert de la résidence seigneuriale. Le toponyme Castrum vetus est attesté en 1432.

## Histoire
Au début du XIe siècle, une tour en bois est d’abord édifiée sur une colline rocheuse naturelle. Il est construit par le Sire de Chevron à l’aide de la technique de poype, technique traditionnelle des fortifications de cette époque. Ce poype mesure 15 mètres de hauteur et 30 mètres de diamètre à son sommet. Cette hauteur permet d’avoir une position militaire dissuasive. Ils avaient la possibilité de surveiller toute la haute Combe de Savoie ainsi que le débouché sur la Tarentaise. Il permettait d’assurer la sécurité des paysans. C’était également un symbole de puissance et de prestige pour le seigneur de Chevron. Château-Vieux n'offrait alors qu’une habitation peu confortable et obscure. L’habitat se situait au premier étage pour plus de sécurité. Il était, en définitive, surtout un poste fortifié pour surveiller toute la vallée.
Au XIIe siècle, le château est reconstruit en pierres, extraites du lit du Chiriac. Le donjon est encore présent, auquel s’ajoute un bâtiment d’habitation.
Le château est brûlé en 1335, et ne sera pas reconstruit. Les pierres sont récupérées par les paysans. Il n’en reste aujourd’hui qu’un petit pan de mur ainsi que les fondations.
La famille de Chevron s'est alors déplacée, pour se placer à côté de l’Église de Mercury. Cela survient probablement à la suite de la paix entre les Savoyards et les Dauphinois en 1337 et la paix durable en 1355. Ce changement important au XIVe siècle, permet de faire passer la famille de Chevron Villette d’une résidence enclavée à une résidence centrale dans le chef-lieu de Mercury.